# Pagode des Chengtian-Tempels

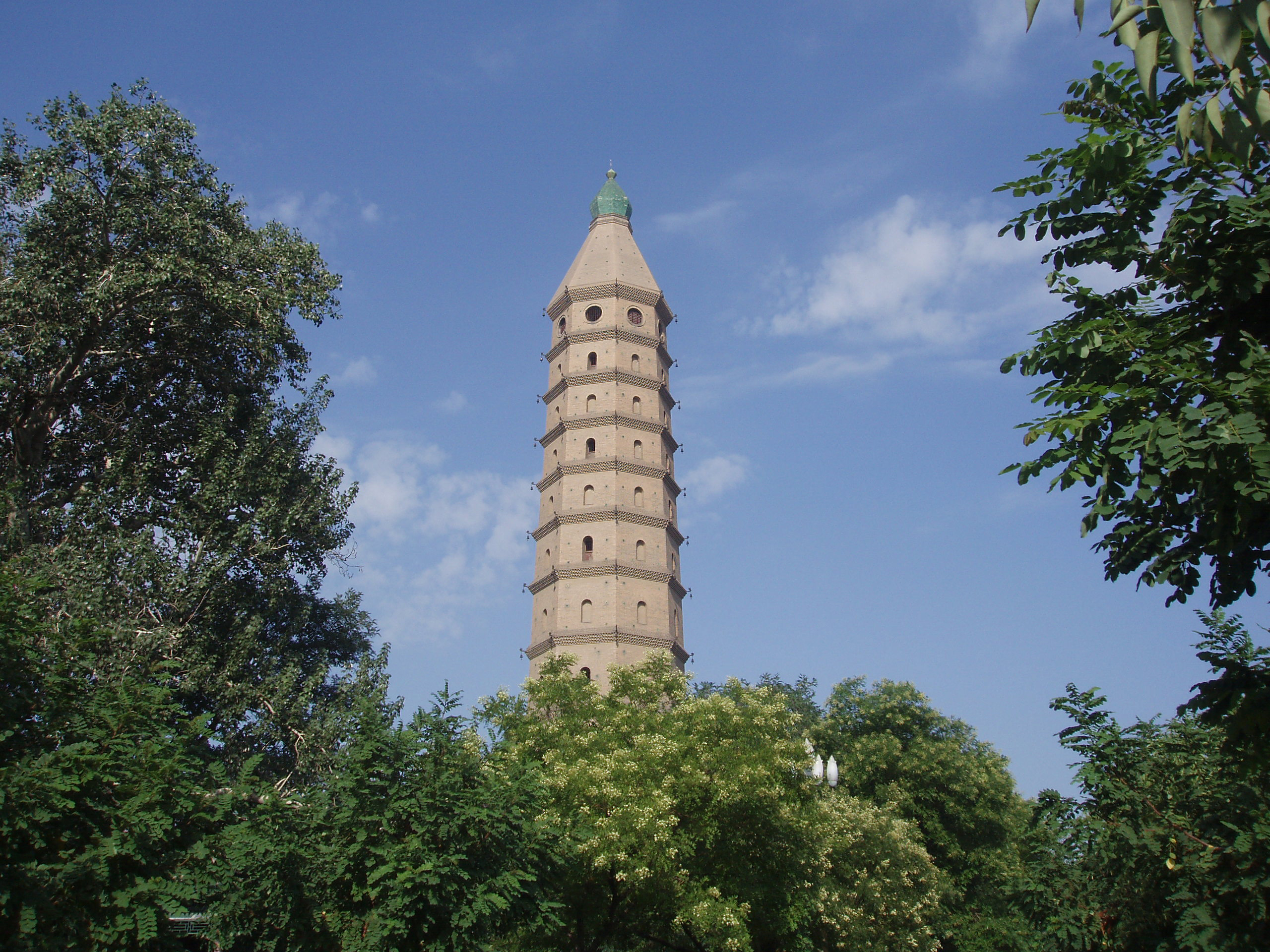
Pagode des Chengtian-Tempels

Die Pagode des Chengtian-Tempels (chinesisch 承天寺塔, Pinyin Chéngtiān sì tǎ, englisch Chengtian Temple Pagoda) im Stadtbezirk Xingqing von Yinchuan im Autonomen Gebiet Ningxia der Hui, Volksrepublik China, ist eine im Xi-Xia-Stil (Tanguten) errichtete Ziegelpagode aus dem Jahr 1820 der Qing-Dynastie. Ursprünglich wurde sie im Jahr 1050 erbaut, jedoch 1738 durch ein Erdbeben zerstört. Sie ist achteckig, hat elf Geschosse und ist 64,5 Meter hoch. Es ist die älteste Ziegelpagode der Region.
Die Pagode des Chengtian-Tempels steht seit 2006 auf der Liste der Denkmäler der Volksrepublik China (6-807).